# Adiukru
Die Sprache Adjukru (auch , adyoukrou, adyukru und ajukru genannt, ISO 639-Sprachbezeichnung adioukrou) ist eine der drei Agneby-Sprachen aus der Untergruppe der Nyo-Sprachen innerhalb der Kwa-Sprachen, die von insgesamt 100.000 Personen aus dem Volk der Adiukru in 49 Ortschaften an der Elfenbeinküste im Département Dabou gesprochen wird.
Die Sprache verwendet als Schriftsystem das lateinische Alphabet.